# Вайпара Грінсенд
43°04′34″ пд. ш. 172°48′25″ сх. д. / 43.076° пд. ш. 172.807° сх. д.
Вайпара Грінсенд (англ. Waipara Greensan, букв. «зелений пісок Вайпари») — геологічна стратиграфічна одиниця у регіоні Кентербері на півдні Нової Зеландії. Формація виникла відразу після крейдяно-палеогенового вимирання, зеландського і танетського періодів, приблизно 62–58 мільйонів років тому в палеоцені. Порода містить скам'янілості найдавніших пінгвінів, а також акул і різних риб.

## Геологія
Waipara Greensand — це дрібно-середньозернистий кварцовий пісковик з високим вмістом глауконіту. Він лежить по всьому Північному Кентербері. Вважається, що пісковик був відкладений на мілководді в умовах дуже повільного осадження. Найглибше залягає в районі річки Вайпара, де досягає товщини близько 80 м, зменшуючись на південь і північ.

## Скам'янілості
Зелені піски Вайпара містять незначну кількість скам'янілостей, але є деякі значні відкриття, зроблені з цієї породи. Було знайдено принаймні 16 видів акул, у тому числі Chlamydoselachus keyesi та Centroselachus goord, а також загадковий Waiparaconus, який є або вусоногим раком, або кишковопорожнистим. Також виявлено рештки двох видів протопінгвінів: Waimanu та Muriwaimanu; ранній фаетоновий птах Clymenoptilon, рідко також рибні кістки та погано збережені молюски. Нанофосилії включають два ключові вікові діагностичні таксони, Chiasmolithus bidens і Hornbrookina teuriensis.
Більшість зразків акул було вилучено з пухкого вивітреного матеріалу, який накопичується біля підніжжя крутих берегів уздовж річки Вайпара. Гіпс часто покриває зуби, ускладнюючи ідентифікацію.